# 大久保智子 (地方公務員)
大久保 智子（おおくぼ ともこ、1961年1月21日  - ）は、日本の地方公務員。横浜市西区長、総務局長、水道局長を経て横浜市副市長。

## 経歴
神奈川県横浜市瀬谷区出身。神奈川県立希望ケ丘高等学校卒業、中央大学法学部卒業。1983年（昭和58年）4月、横浜市役所入庁。市民局男女共同参画推進室男女共同参画推進課長、西区総務部地域振興課長、都市経営局秘書部秘書課長。2009年（平成21年）、水道局お客さまサービス推進部長。2011年（平成23年）、総務局人材組織部長。
2012年（平成24年）、西区長に就任。重点施策として「住民間の顔の見える関係づくりを一層進めていく。みなとみらいのような新しい街と古くからの市街地の住民の交流を図り、防災面からも地域の『絆・つながり』を深める」ことを挙げた。
2016年（平成28年）4月から山隈隆弘の後任として総務局長。
2020年（令和2年）4月からやはり山隈の後任として水道局長。着任時に既に予定されていた水道料金値上げについて対応。新型コロナウイルス流行を受け、3か月後ろ倒しにはなったが料金減免なく改定した。西谷浄水場更新事業においては設計・施工一括方式 (DB方式) を採用した。
2022年（令和4年）4月から横浜市副市長就任。